# بشت تنغ (غهرة)
بشت تنغ (بالفارسية: پشت تنگ) هي قرية تقع في إيران في قسم غهرة الريفي. يقدر عدد سكانها بـ 15 نسمة بحسب إحصاء 2016.